# Jakob Blank-Arbenz
Jakob Blank-Arbenz (* 1810; † 1893) war ein Schweizer Unternehmer.

## Leben
Blank-Arbenz war Mitinitiant und Verwaltungsrat der Rheinfallbahn, die 1857 eröffnete. Zudem sass er von 1866 bis 1877 im Verwaltungsrat der Bank in Schaffhausen, den er 1866 bis 1877 präsidierte, von 1857 bis 1889 der Schweizerischen Nordostbahn, von 1860 bis 1887 der Schweizerischen Industriegesellschaft SIG (Präsident von 1866 bis 1887) und von 1862 bis 1889 Schweizerischen Gasgesellschaft in Schaffhausen, den er 1866 bis 1889 präsidierte.